# Мар-дель-Тую
Мар-дель-Тую́ (исп. Mar del Tuyú) — курортный город в Аргентине в провинции Буэнос-Айрес. Административный центр муниципалитета Ла-Коста. Образует агломерацию с соседним городом Санта-Тересита.

## История
Датой основания города считается 24 октября 1945, когда властями провинции был утверждён его план, и началась распродажа земельных участков под жилищную застройку. Эти действия были проведены в соответствии с законом от 1913 года, который разрабатывался для городов во внутренней части страны, и не учитывал особенности прибрежной зоны, в результате чего в границах участков, отведённых под строительство, оказались морские дюны.
В 1978 году, в связи с развитием курортных городов восточного побережья провинции Буэнос-Айрес, они были выделены в отдельный муниципалитет, получивший название «Ла-Коста» («Прибрежный»). Мар-дель-Тую стал местом размещения властей нового муниципалитета.